# Nureddin Paxá
Nureddin İbrahim Paşa (1873 — 18 de fevereiro de 1932), conhecido como Nureddin İbrahim Konyar desde 1934 e frequentemente chamado Nureddin Barbudo (em turco: Sakallı Nurettin), foi um oficial militar turco que serviu no exército otomano durante a Primeira Guerra Mundial e no exército turco durante a frente ocidental da guerra de independência turca.

## Inicio da vida
Ele nasceu em 1873 em Bursa de ascendência turca. Seu pai o marechal de campo (Müşir) İbrahim Paşa era um oficial de alto escalão no exército otomano.